# The Fast and the Furious (franquícia)
La saga fílmica The Fast and the Furious, també coneguda com Fast & Furious, és una sèrie de pel·lícules d'acció que conformen una franquícia nord-americana, que se centra en un gènere cinematogràfic de carreres urbanes il·legals.
La saga distribuïda per Universal Pictures és una decalogia que es va iniciar amb la pel·lícula de 2001 titulada The Fast and the Furious; seguida de nou seqüeles i dos curtmetratges que, previsiblement, acabarà el 2021 celebrant el 20è aniversari de la franquícia.
Des del mes de maig de 2015 la saga és la major franquícia d'Universal de tots els temps, i està composta per pel·lícules, videojocs, personatges, bandes sonores i joguines de cotxes.

## Cronologia
| Posició | Títol                                           | Data de publicació   |
| ------- | ----------------------------------------------- | -------------------- |
| 1       | The Fast and the Furious                        | 22 de juny de 2001   |
| 1.5     | Turbo-Charged Prelude Curtmetratge              | 3 de juny de 2003    |
| 2       | 2 Fast 2 Furious                                | 6 de juny de 2003    |
| 3       | The Fast and the Furious: Tokyo Drift           | 16 de juny de 2006   |
| 3.5     | Fast & Furious 3.5: Los Bandoleros Curtmetratge | 28 de juliol de 2009 |
| 4       | Fast & Furious                                  | 2 d'abril de 2009    |
| 5       | Fast Five                                       | 29 d'abril de 2011   |
| 6       | Fast & Furious 6                                | 24 de maig de 2013   |
| 7       | Furious 7                                       | 3 d'abril de 2015    |
| 8       | The Fate of The Furious                         | 14 d'abril de 2017   |
| 9       | F9                                              | 19 d'abril de 2019   |
| 10      | Fast X                                          | 12 de maig de 2023   |

| Pos. | Títol                                           |
| ---- | ----------------------------------------------- |
| 1    | The Fast and the Furious                        |
| 2    | Turbo-Charged Prelude Curtmetratge              |
| 3    | 2 Fast 2 Furious                                |
| 4    | Fast & Furious 3.5: Los Bandoleros Curtmetratge |
| 5    | Fast & Furious                                  |
| 6    | Fast Five                                       |
| 7    | Fast & Furious 6                                |
| 8    | The Fast and the Furious: Tokyo Drift           |
| 9    | Furious 7                                       |
| 10   | The Fate of The Furious                         |
| 11   | F9                                              |
| 12   | Fast & Furious: Final Chapter                   |

## Creació i inspiració
Els personatges van ser creats per l'escriptor i productor nord-americà Gary Scott Thompson, creats per al guió de la pel·lícula de 2001 The Fast and the Furious, originalment basades en la novel·la Racer X de l'autor Ken Li.

## Pel·lícules

### Saga

#### The Fast and the Furious (2001)

The Fast and the Furious

La saga s'inicia amb A tota marxa (2001), amb un jove oficial de policia Brian O'Conner (Paul Walker) al servei de l'FBI, que entra al món del tunning per desemmascarar les carreres il·legals de Dominic Toretto (Vin Diesel), però tot es complica quan s'enamora de la seva germana Mia Toretto (Jordana Brewster).
El corredor i exconvicte Dominic "Dom" Toretto i els membres del seu equip Jesse (Txad Lindberg), Leon (Johnny Strong), Vince (Matt Schulze) i la seva promesa Letty (Michelle Rodriguez) al volant de 3 Honda Civic EJ1 Turbo 1995 negres perpetren una sèrie de segrestos de semi-remolcs a alta velocitat, emportant-se més de $6.000.000 en mercaderia.

##### Turbo-Charged Prelude (curtmetratge)
Brian O'Conner (Paul Walker) recorda com havia deixat que Dominic "Dom" Toretto (Vin Diesel) escapés de les autoritats, després empaca les seves maletes i surt de la seva casa en el seu nou cotxe modificat Mitsubishi 3000 GT VR-4. Poc després, la Policia de Los Angeles arriba a la seva casa, però no ho troba. Un dels oficials troba la insígnia de Brian, revelant que ell va renunciar per força. El FBI, en conèixer els fets, llança una ordre de captura a nivell nacional sobre ell.

Mentrestant, Brian viatja a Phoenix, Arizona per la Carretera Interestatal 10, en la qual guanya una carrera. Després Brian va a Albuquerque, Nou Mèxic, per les carreteres interestatales 10 i 25 i guanya una altra carrera, llavors decideix descansar en el motel Town House. Un dia després, mentre esmorza en un restaurant de Texas, Brian veu el seu rostre en un article d'un periòdic: "Fugitiu buscat" i "Vehicle abandonat oposat", la qual cosa implicava que Dom havia abandonat el Toyota Supra que Brian li va donar per escapar en el primer lliurament. En aquest moment, dos agents de la policia local arriben a la cafeteria i Brian s'allunya. Més tard en veure la televisió del motel on es quedava, s'assabenta per un canal de notícies que acaba de ser descobert. Ràpidament empaca les seves maletes i deixa el motel, no obstant això, fora de la carretera, la policia habia descobert la seva Mitsubishi fos de l'hotel, per la qual cosa es va veure forçat a abandonar-ho. Brian finalment es troba a una dona en la carretera en un convertible Mitsubishi Eclipsi la qual ho porta. Condueixen fins a un lot d'actuacions en Sant Antonio, on Brian s'adona que la dona té el periòdic (el mateix que havia llegit en el restaurant anteriorment). Brian després va al lot d'actuacions. L'assistent li mostra un acte, però Brian està només interessat en un gairebé maltrecho Nissan Skyline GT-R R34. Després viatja a Texarkana, on ell competeix novament i conforme segueix avançant va reparant-ho a poc a poc, després ho pinta de color plata (el mateix color que té en el segon lliurament), després ho fa fins al sud de Louisiana, on corre contra un Ferrari 360 Spider, guanyant novament. Brian continua viatjant a través de Mississipi i Alabama a Jacksonville, on la carretera 10 acaba i ha de continuar per la carretera interestatal 95, ja sigui en adreça nord fins a Nova York o el sud de Miami, Florida. Brian tria a Miami, al final del curt brian observa a un Toyota Supra daurat i un Mazda RX-7 vermell (els mateixos que apareixen al principi del segon lliurament) i est somriu mentre apareix en la pantalla la frase: "2 be continued...".

#### 2 Fast 2 Furious(2003)

2fast2furious

En deixar escapar a Toretto, Brian O'Conner es muda a Miami, on després, és capturat per la policia, la qual esborrarà els seus antecedents a canvi d'empresonar a Cárter Verone (Col·le Hauser), amb l'ajut de Roman Pearce (Tyrese Gibson) -el qual accedeix al mateix tracte que Brian- i Mónica Fuentes (Eva Mendes) -qui és Agent de Duanes encoberta, i suposada esposa de Verone). Brian i Rome finalment aconsegueixen empresonar a Verone, i queden lliures d'antecedents, per la qual cosa Brian decideix obrir un garatge junts, idea que canvia un any després quan Brian torna al FBI.

#### The Fast and the Furious: Tokyo Drift(2006)

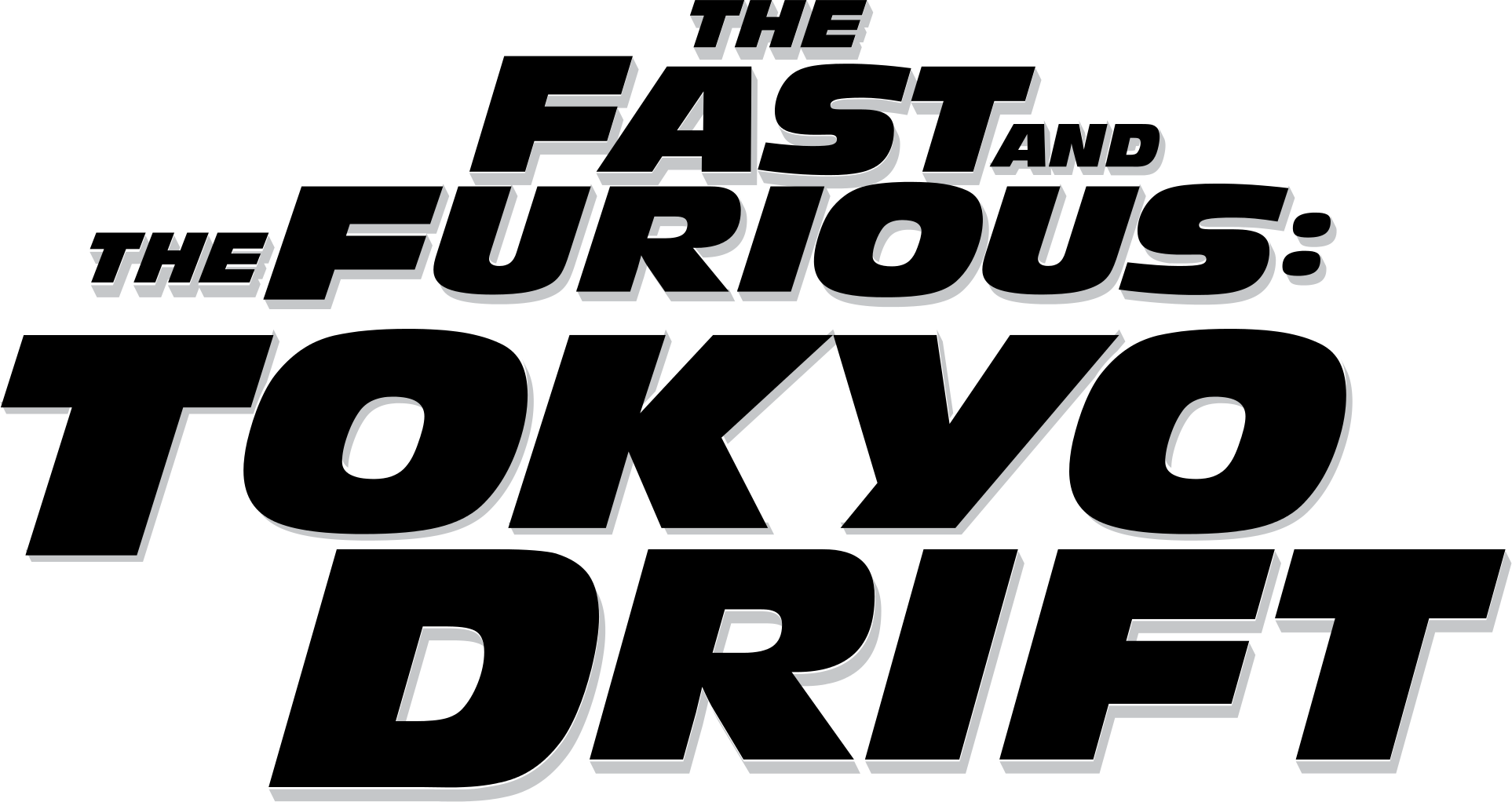
Tòquio Race

Explica la història de Sean Boswell (Lucas Black) que perquè no ho fiquin a la presó es muda amb el seu pare a Tòquio on coneix a Han Seoul Oh (Sung Kang), l'ex membre de la banda de Toretto i part de la seva família, i a Twinkie (Bow Wow), i s'enamora de Neela (Nathalie Kelley). Hi ha una gran rivalitat amb un nebot dels Yakuza, Takashi (DK: Drift King) (Brian Tee) el qual assassina a Han i acaba corrent una carrera amb Sean per saber qui es va de la ciutat, la qual guanya Sean.
Sean coneix a Toretto en l'última escena d'aquesta pel·lícula, on Dom diu que coneixia Han Lue, ja que ell i Dom eren com a família. Es dona a entendre que Toretto ve a buscar informació sobre la mort del seu amic.
Aquesta pel·lícula pren comptes després dels esdeveniments de Fast & Furious 6, on es revela que Deckard Shaw va ser qui va assassinar Han, per buscar venjança per la mort del seu germà, Owen.

##### Els Bandolers (curtmetratge)
Leo Tego (Tego Calderón) està en una Presó de República Dominicana, despotricant sobre les grans empreses petroliferes i la seva activitat per frenar l'arribada del cotxe elèctric i iniciar una guerra per petroli, mentre, als carrers, Rico Santos (Don Omar) xerrada amb un ancià incapaç de trobar suficient gasolina. Han (Sung Kang) arriba a l'aeroport i ho recullen Cara Mirtha (Mirtha Michelle) i Dolent (F. Valentino Morales). Ells ho porten a la casa de Santos, on la seva tia Rossa (Adria Carrasco) està lluitant contra l'augment dels preus vinculats amb els preus de la gasolina i Dominic Toretto (Vin Diesel) està treballant en el seu cotxe. Est viatjo per diversos països de Sud-amèrica després que Brian O'Conner (Paul Walker) ho deixi escapar en el primer film. Després d'això l'equip gaudeix d'un menjar de benvinguda en família. Després de treure a Leo de la presó, es dirigeixen a un club, on Han i Cara coquetegen mentre Dominic es reuneix amb el polític local Elvis (Juan Fernández), que li informa d'una oportunitat per segrestar un enviament de gasolina. Mentre es relaxa en el club, Dominic és sorprès per l'arribada de Leticia Ortiz (Michelle Rodriguez), que li ha seguit la pista a partir de la fugida a Mèxic des de The Fast and the Furious. Els dos es van plegats amb cotxe a la platja, on reaviven la seva relació.

#### Fast & Furious(2009)

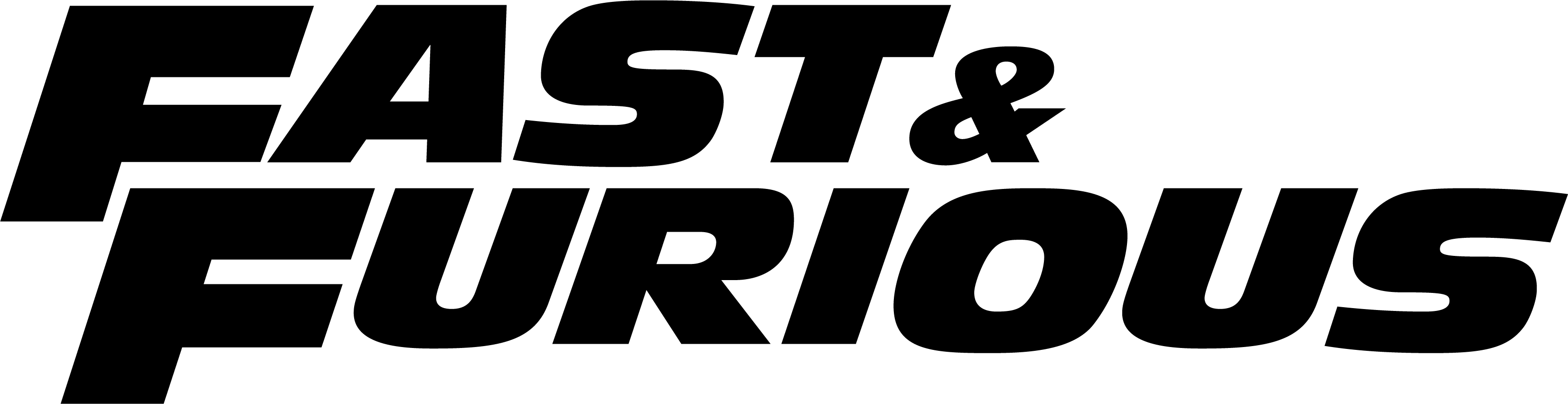
Fast and Furious 4

Toretto havia fugit a República Dominicana on corria i robava al costat d'Han (Sung Kang), Rico Santos (Don Omar), Tego Leo (Tego Calderón) i a la seva promesa, Leticia "Letty" Ortiz (Michelle Rodríguez). Després Toretto fuig a Panamà. A l'inici Han pren protagonisme, fent referència a partir cap a Tòquio perquè estan armant alguna cosa gran. Després tornem als protagonistes on Letty al final torna a Los Angeles per col·laborar al costat de Brian O'Conner en la detenció d'Arturo Braga, però ella és assassinada. Si bé mai es veu Letty morta en tota la pel·lícula, en un moment, tots els personatges acudeixen a la seva suposada vetlla, inclòs Dom, encara que ho fa des d'una distància prudencial per evitar ser vist pel FBI que va acudir a la vetlla en la seva cerca. Toretto torna per venjar la seva mort i matar a Braga. Al final ressorgeix l'amistat de Dom i Brian.

#### Fast Five(2011)

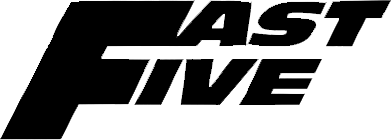
Fast 5

En aquesta pel·lícula, la banda han de fugir del caçador Luke Hobbs (Dwayne Johnson) i Elena Neves (Elsa Pataky) també armen un equip, integrat per Dominic Toretto (Vin Diesel), Brian O'Conner (Paul Walker), Roman Pearce (Tyrese Gibson), Tej Parker (Chris Bridges), Gisele Yashar (Gal Gadot), Han Lue (Sung Kang), Leo Tego (Tego Calderón) i Rico Santos (Don Omar) per robar els diners d'un traficant i multimilionari de Riu. Després que surti tot amb èxit, es queden amb els diners i acaben sent tots "adinerats". Al final, després dels crèdits, es veu una escena on entra Mónica Fuentes (Eva Mendez), es queda davant de la taula de Luke Hobbs (Dwayne Johnson), li revela una notícia sobre uns atracaments i aquest pregunta si és Toretto, ella respon que no, ell a continuació diu que no li interessa, ella obre una carpeta dient-li que vegi la documentació i apareix una foto de "Letty", la qual cosa dona a entendre que no va morir.

#### Fast & Furious 6(2013)

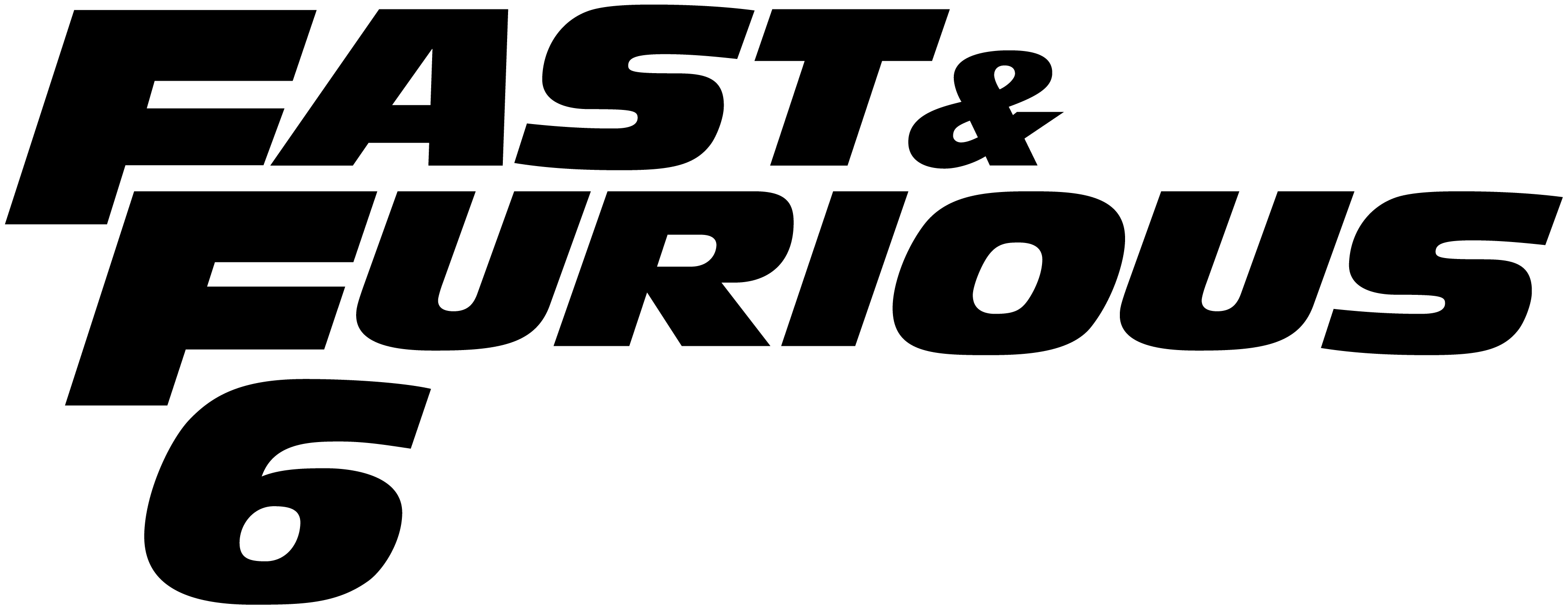
Fast and Furious 6

D'ençà que Dom Toretto (Vin Diesel), Brian O'Conner (Paul Walker) i el seu equip enderroquessin al capo de l'imperi de la màfia en Riu i aconseguissin 100 milions de dòlars, l'equip s'ha dispersat per tot el món. No obstant això, la seva impossibilitat de tornar a casa i el fet de viure per sempre com a fugitius els ha deixat les seves vides incompletes. Mentrestant, l'agent Luke Hobbs (Dwayne Johnson) segueix la pista d'una organització de pilots mercenaris altament qualificats al llarg de 12 països, el líder dels quals Owen Shaw (Luke Evans) està acompanyat per una segona al comandament revelada com l'amor de Dom, Letty (Michelle Rodríguez), a qui creien morta. L'única manera de vèncer-los és superar-los a nivell de carrer pel que Hobbs demana a Dom que reuneixi al seu antic equip (sense Tego i Rico) a Londres i així fer-li front a l'organització de Shaw. En el transcurs de la pel·lícula es fa més notori la relació d'Han i Gisele, que planegen asseure cap anant a Tòquio (recordem que al final de Fast Five comenten que volen anar a Tòquio però que hi ha temps per anar), cosa que no resulta després de la mort de Gisele per salvar a Han, al final de la pel·lícula Han els comenta a tots que viatjarà a Tòquio (fent al·lusió a la promesa que li va fer a Gisele). En una escena post-crèdits, es pot veure que Han és assassinat per res més ni gens menys que el germà major d'Owen, Deckard Shaw (Jason Statham).

#### Furious 7(2015)

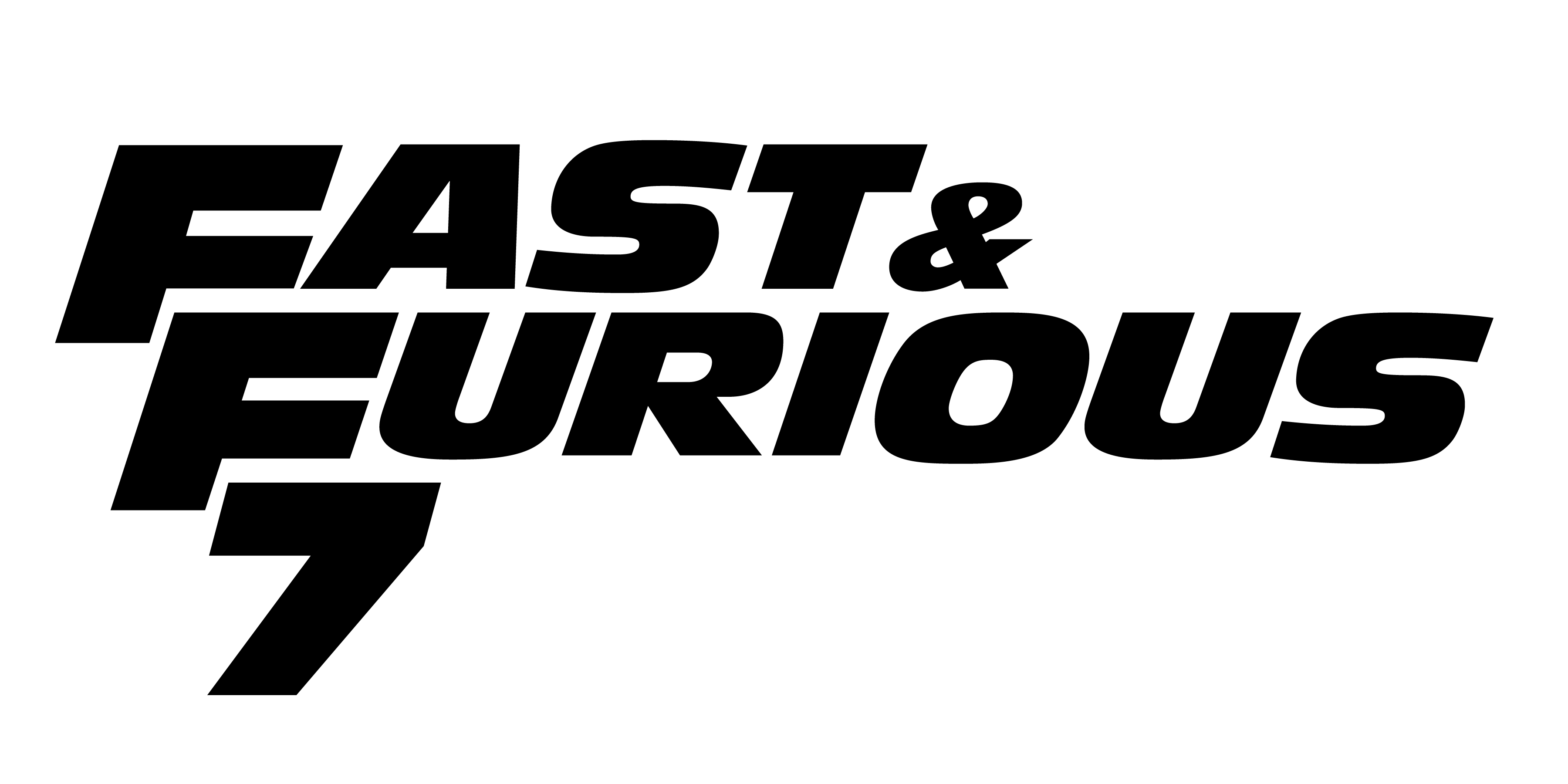
Fast and Furious 7

Després d'encarregar-se d'Owen Shaw i els seus secuaços en el sisè lliurament, Dominic Toretto (Vin Diesel), Brian O'Conner (Paul Walker), Letty Ortiz (Michelle Rodriguez), Mia Toretto (Jordana Brewster), Roman Pearce (Tyrese Gibson) i Tej Parker (Chris Bridges) tornen als Estats Units i comencen a viure tranquil·lament de nou, com sempre havien volgut. No obstant això, el germà major d'Owen, Deckard Shaw (Jason Statham), vol buscar venjança per la invalidesa del seu germà i, després d'assassinar Han Lue (Sung Kang) a Fast & Furious: Tòquio Drift, l'equip es disposa a matar a l'home que va assassinar un membre de la seva família. L'equip de Toretto viatja pel món a la recerca de l'assassí d'en Han passant per la Unió dels Emirats Àrabs, on roben l'auto del príncep a la seva pròpia festa i després el destrueixen.
Dominic Toretto i el seu equip reben l'ajuda d'un amic d'en Hobbs qui, a canvi, demana que li recuperin l'"Ull de Déu", que serveix per accedir a tots els dispositius d'àudio i vídeo al món simultàniament, i també salvar-ne la creadora, segrestada per un terrorista. Després de salvar a la creadora de l'ull de Déu, l'equip es disposa a acabar tancant en Deckard Shaw en una presó d'alta seguretat, la família es reuneix en una platja i al final s'acomiaden d'en Brian, qui es retira de la saga (per la seva defunció en la vida real) perquè tindrà un segon fill, que l'obliga a deixar definitivament les bales i l'acció.

#### Fast 8(2017)

Fast and Furious 8

Vin Diesel i Dwayne Johnson han fet diversos comentaris sobre "Fast & Furious 8" dient que ja tenen plans. A més, Vin Diesel va dir que "Furious 7 és pel Paul Walker i Fast & Furious 8 serà del Paul."
El dijous 23 d'abril de 2015, Vin Diesel va confirmar a la revista "The Hollywood Reporter" que el dia 14 d'abril del 2017 s'estrenaria el vuitè lliurament de la reeixida saga. I va ser confirmada també pel compte oficial de Twitter de Furious 7.
La presidenta de l'estudi, Donna Langley, va declarar “Tenim almenys tres pel·lícules previstes, ja que considerem que és una franquícia en creixement”.
D'altra banda, Langley va reconèixer que tres noves pel·lícules podrien saturar al públic.
Respecte al que podríem arribar a veure, Langley va avançar que esperen la incorporació de nous personatges i que Brian O’Conner és i sempre serà una part fonamental de la història. Potser, Cody, el germà menor de Paul Walker i responsable de reemplaçar-ho en escenes de Furious 7, podria ocupar el seu lloc en l'equip de Toretto.
En els premis teen choice awards 2015, després d'atorgar el premi a millor de pel·lícula per al difunt Paul Walker, l'elenc de Furious 7 va rebre el premi i Vin Disel va homenatjar en Paul i va dir que la propera pel·lícula es diria Fast 8.

#### F9(2021)

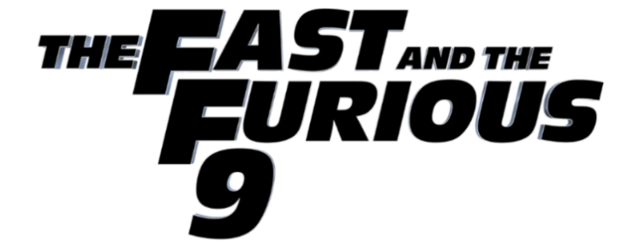
The Fast and the Furious 9

Dominic Toretto i la seva família han de detenir un complot que destrueix el món encapçalat per Cipher i Jakob (John Cena), el germà menor de Dominic, que està distanciat.
Aquesta és la primera pel·lícula des de Fast & Furious que no compta amb Dwayne Johnson com a Luke Hobbs, mentre que Jason Statham apareix com Deckard Shaw en l'escena de meitat dels crèdits. Jordana Brewster reprèn el seu paper de Mia Toretto després de no aparèixer a The Fate of the Furious, mentre que Sung Kang torna com Han Lue, que apareix viu, i Lucas Black torna com Sean Boswell. Shad Moss i Jason Tobin reprenen els seus papers com Twinkie i Earl Hu de Tokyo Drift.

## Repartiment
| Personatge                 | interpretat per                            | Pel·lícules                     | Pel·lícules                                           | Pel·lícules             | Pel·lícules                                  | Pel·lícules            | Pel·lícules            | Pel·lícules            | Pel·lícules             | Pel·lícules             | Pel·lícules             | Pel·lícules            | Pel·lícules             | Pel·lícules            |  |
| Personatge                 | interpretat per                            | The Fast and the Furious (2001) | The Turbo-Charged Prelude for 2 Fast 2 Furious (2003) | 2 Fast 2 Furious (2003) | The Fast and the Furious: Tokyo Drift (2006) | Los Bandoleros (2009)  | Fast & Furious (2009)  | Fast Five (2011)       | Fast & Furious 6 (2013) | Fast & Furious 7 (2015) | Fast & Furious 8 (2017) | Hobbs & Shaw (2019)    | Fast & Furious 9 (2021) | Fast X (2023)          |  |
| Personatges principals     | Personatges principals                     | Personatges principals          | Personatges principals                                | Personatges principals  | Personatges principals                       | Personatges principals | Personatges principals | Personatges principals | Personatges principals  | Personatges principals  | Personatges principals  | Personatges principals | Personatges principals  | Personatges principals |  |
| -------------------------- | ------------------------------------------ | ------------------------------- | ----------------------------------------------------- | ----------------------- | -------------------------------------------- | ---------------------- | ---------------------- | ---------------------- | ----------------------- | ----------------------- | ----------------------- | ---------------------- | ----------------------- | ---------------------- |  |
| Dominic "Dom" Toretto      | Vin Diesel                                 | Apareix                         | Arxiu                                                 |                         | Cameo                                        | Apareix                | Apareix                | Apareix                | Apareix                 | Apareix                 | Apareix                 |                        | Apareix                 | Apareix                |  |
| Brian O'Conner             | Paul Walker                                | Apareix                         | Apareix                                               | Apareix                 |                                              | Apareix                | Apareix                | Apareix                | Apareix                 | Apareix                 |                         |                        |                         | Arxiu                  |  |
| Leticia "Letty" Ortiz      | Michelle Rodriguez                         | Apareix                         |                                                       |                         |                                              | Apareix                | Apareix                | Foto                   | Apareix                 | Apareix                 | Apareix                 |                        | Apareix                 | Apareix                |  |
| Mia Toretto                | Jordana Brewster                           | Apareix                         |                                                       |                         |                                              |                        | Apareix                | Apareix                | Apareix                 | Apareix                 |                         |                        | Apareix                 | Apareix                |  |
| Roman Pearce               | Tyrese Gibson                              |                                 |                                                       | Apareix                 |                                              |                        |                        | Apareix                | Apareix                 | Apareix                 | Apareix                 |                        | Apareix                 | Apareix                |  |
| Tej Parker                 | Chris "Ludacris" Bridges                   |                                 |                                                       | Apareix                 |                                              |                        |                        | Apareix                | Apareix                 | Apareix                 | Apareix                 |                        | Apareix                 | Apareix                |  |
| Sean Boswell               | Lucas Black                                |                                 |                                                       |                         | Apareix                                      |                        |                        |                        |                         | Cameo                   |                         |                        | Apareix                 |                        |  |
| Han Seoul-Oh / Han Lue     | Sung Kang                                  |                                 |                                                       |                         | Apareix                                      | Apareix                | Apareix                | Apareix                | Apareix                 | Arxiu                   |                         |                        | Apareix                 | Apareix                |  |
| Gisele Yashar              | Gal Gadot                                  |                                 |                                                       |                         |                                              |                        | Apareix                | Apareix                | Apareix                 | Arxiu                   |                         |                        | Arxiu                   | Cameo                  |  |
| Luke Hobbs                 | Dwayne Johnson                             |                                 |                                                       |                         |                                              |                        |                        | Apareix                | Apareix                 | Apareix                 | Apareix                 | Apareix                |                         | Cameo                  |  |
| Deckard Shaw               | Jason Statham                              |                                 |                                                       |                         |                                              |                        |                        |                        | Cameo                   | Apareix                 | Apareix                 | Apareix                | Cameo                   | Apareix                |  |
| Ramsey                     | Nathalie Emmanuel                          |                                 |                                                       |                         |                                              |                        |                        |                        |                         | Apareix                 | Apareix                 |                        | Apareix                 | Apareix                |  |
| Jakob Toretto              | John Cena                                  |                                 |                                                       |                         |                                              |                        |                        |                        |                         |                         |                         |                        | Apareix                 | Apareix                |  |
| Personatges secundaris     |                                            |                                 |                                                       |                         |                                              |                        |                        |                        |                         |                         |                         |                        |                         |                        |  |
| Vince                      | Matt Schulze                               | Apareix                         |                                                       |                         |                                              |                        |                        | Apareix                | Arxiu                   |                         |                         |                        |                         |                        |  |
| Jesse                      | Chad Lindberg                              | Apareix                         |                                                       |                         |                                              |                        |                        |                        |                         |                         |                         |                        |                         |                        |  |
| Leon                       | Johnny Strong                              | Apareix                         |                                                       |                         |                                              |                        |                        |                        |                         |                         |                         |                        |                         |                        |  |
| Monica Fuentes             | Eva Mendes                                 |                                 |                                                       | Apareix                 |                                              |                        |                        | Cameo                  |                         |                         |                         |                        |                         |                        |  |
| Neela Ezar                 | Nathalie Kelley                            |                                 |                                                       |                         | Apareix                                      |                        |                        |                        |                         | Arxiu                   |                         |                        |                         |                        |  |
| Twinkie                    | Bow Wow                                    |                                 |                                                       |                         | Apareix                                      |                        |                        |                        |                         | Arxiu                   |                         |                        | Apareix                 |                        |  |
| Tego Leo                   | Tego Calderón                              |                                 |                                                       |                         |                                              | Apareix                | Apareix                | Apareix                | Arxiu                   | Arxiu                   | Cameo                   |                        |                         | Cameo                  |  |
| Rico Santos                | Don Omar                                   |                                 |                                                       |                         |                                              | Apareix                | Apareix                | Apareix                | Arxiu                   | Arxiu                   | Cameo                   |                        | Apareix                 | Cameo                  |  |
| Elena Neves                | Elsa Pataky                                |                                 |                                                       |                         |                                              |                        |                        | Apareix                | Apareix                 | Apareix                 | Apareix                 |                        |                         | Arxiu                  |  |
| Frank Petty                | Kurt Russell                               |                                 |                                                       |                         |                                              |                        |                        |                        |                         | Apareix                 | Apareix                 |                        | Apareix                 |                        |  |
| Eric Reisner               | Scott Eastwood                             |                                 |                                                       |                         |                                              |                        |                        |                        |                         |                         | Apareix                 |                        |                         | Apareix                |  |
| Hattie Shaw                | Vanessa Kirby                              |                                 |                                                       |                         |                                              |                        |                        |                        |                         |                         |                         | Apareix                |                         |                        |  |
| Margarita "Madame M" Leyva | Eiza González                              |                                 |                                                       |                         |                                              |                        |                        |                        |                         |                         |                         | Apareix                |                         |                        |  |
| Jonah Hobbs                | Cliff Curtis                               |                                 |                                                       |                         |                                              |                        |                        |                        |                         |                         |                         | Apareix                |                         |                        |  |
| Tess                       | Brie Larson                                |                                 |                                                       |                         |                                              |                        |                        |                        |                         |                         |                         |                        |                         | Apareix                |  |
| Personatges de suport      |                                            |                                 |                                                       |                         |                                              |                        |                        |                        |                         |                         |                         |                        |                         |                        |  |
| Hector                     | Noel Gugliemi                              | Apareix                         |                                                       |                         |                                              |                        |                        |                        |                         | Cameo                   |                         |                        |                         |                        |  |
| Agent Bilkins              | Thom Barry                                 | Apareix                         |                                                       | Apareix                 |                                              |                        |                        |                        |                         |                         |                         |                        |                         |                        |  |
| Sergent Tanner             | Ted Levine                                 | Apareix                         |                                                       |                         |                                              |                        |                        |                        |                         |                         |                         |                        |                         |                        |  |
| Agents Markham             | James Remar                                |                                 |                                                       | Apareix                 |                                              |                        |                        |                        |                         |                         |                         |                        |                         |                        |  |
| Suki                       | Devon Aoki                                 |                                 |                                                       | Appare                  |                                              |                        |                        |                        |                         | Archivio                |                         |                        |                         |                        |  |
| Orange Julius              | Amaury Nolasco                             |                                 |                                                       | Appare                  |                                              |                        |                        |                        |                         | Archivio                |                         |                        |                         |                        |  |
| Slap Jack                  | Michael Ealy                               |                                 |                                                       | Appare                  |                                              |                        |                        |                        |                         | Archivio                |                         |                        |                         |                        |  |
| Jimmy                      | Jin Au-Yeung                               |                                 |                                                       | Appare                  |                                              |                        |                        |                        |                         |                         |                         |                        |                         |                        |  |
| Maggiore Boswell           | Brian Goodman                              |                                 |                                                       |                         | Appare                                       |                        |                        |                        |                         |                         |                         |                        |                         |                        |  |
| Sig.ra Boswell             | Lynda Boyd                                 |                                 |                                                       |                         | Appare                                       |                        |                        |                        |                         |                         |                         |                        |                         |                        |  |
| Earl                       | Jason Tobin                                |                                 |                                                       |                         | Appare                                       |                        |                        |                        |                         |                         |                         |                        | Appare                  |                        |  |
| Reiko                      | Keiko Kitagawa                             |                                 |                                                       |                         | Appare                                       |                        |                        |                        |                         |                         |                         |                        |                         |                        |  |
| Elvis                      | Juan Fernandez                             |                                 |                                                       |                         |                                              | Appare                 |                        |                        |                         |                         |                         |                        |                         |                        |  |
| Cara Mirtha                | Mirtha Michelle                            |                                 |                                                       |                         |                                              | Appare                 | Appare                 |                        |                         |                         |                         |                        |                         |                        |  |
| Agente Michael Stasiak     | Shea Whigham                               |                                 |                                                       |                         |                                              |                        | Appare                 |                        | Appare                  |                         |                         |                        |                         |                        |  |
| Agente Penning             | Jack Conley                                |                                 |                                                       |                         |                                              |                        | Appare                 |                        |                         |                         |                         |                        |                         |                        |  |
| Agente Sophie Trinh        | Liza Lapira                                |                                 |                                                       |                         |                                              |                        | Appare                 |                        |                         |                         |                         |                        |                         |                        |  |
| Agente Wilkes              | Fernando Chien                             |                                 |                                                       |                         |                                              |                        |                        | Appare                 |                         |                         |                         |                        |                         |                        |  |
| Agente Fusco               | Alimi Ballard                              |                                 |                                                       |                         |                                              |                        |                        | Appare                 |                         |                         |                         |                        |                         |                        |  |
| Agente Chato               | Yorgo Constantine                          |                                 |                                                       |                         |                                              |                        |                        | Appare                 |                         |                         |                         |                        |                         |                        |  |
| Agente Macroy              | Geoff Meed                                 |                                 |                                                       |                         |                                              |                        |                        | Appare                 |                         |                         |                         |                        |                         |                        |  |
| Rosa                       | Jeirmarie Osorio                           |                                 |                                                       |                         |                                              |                        |                        | Appare                 |                         |                         |                         |                        |                         |                        |  |
| Jack Jr. O'Conner          | Max William Crane; Charlie e Miller Kimsey |                                 |                                                       |                         |                                              |                        |                        |                        | Appare                  | Appare                  |                         |                        |                         |                        |  |
| Samantha "Sam" Hobbs       | Eden Estrella; Eliana Su'a                 |                                 |                                                       |                         |                                              |                        |                        |                        |                         | Appare                  | Appare                  | Appare                 |                         |                        |  |
| Mando                      | Romeo Santos                               |                                 |                                                       |                         |                                              |                        |                        |                        |                         | Appare                  |                         |                        |                         |                        |  |
| Safar                      | Ali Fazal                                  |                                 |                                                       |                         |                                              |                        |                        |                        |                         | Appare                  |                         |                        |                         |                        |  |
| Agente Sheppard            | John Brotherton                            |                                 |                                                       |                         |                                              |                        |                        |                        |                         | Appare                  |                         |                        |                         |                        |  |
| Fernando Toretto           | Janmarco Santiago                          |                                 |                                                       |                         |                                              |                        |                        |                        |                         |                         | Appare                  |                        |                         |                        |  |
| Raldo                      | Celestino Cornielle                        |                                 |                                                       |                         |                                              |                        |                        |                        |                         |                         | Appare                  |                        |                         |                        |  |
| Magdalene Queenie~Shaw     | Helen Mirren                               |                                 |                                                       |                         |                                              |                        |                        |                        |                         |                         | Appare                  | Appare                 | Appare                  | Appare                 |  |
| Brian Marcos Toretto       | Carlos De La Hoz; James Ayoub              |                                 |                                                       |                         |                                              |                        |                        |                        |                         |                         | Appare                  |                        | Appare                  |                        |  |
| Victor Locke               | Ryan Reynolds                              |                                 |                                                       |                         |                                              |                        |                        |                        |                         |                         |                         | Appare                 |                         |                        |  |
| Loeb                       | Rob Delaney                                |                                 |                                                       |                         |                                              |                        |                        |                        |                         |                         |                         | Appare                 |                         |                        |  |
| Dinkley                    | Kevin Hart                                 |                                 |                                                       |                         |                                              |                        |                        |                        |                         |                         |                         | Appare                 |                         |                        |  |
| Professor Andreiko         | Eddie Marsan                               |                                 |                                                       |                         |                                              |                        |                        |                        |                         |                         |                         | Appare                 |                         |                        |  |
| Mateo Hobbs                | Roman Reigns                               |                                 |                                                       |                         |                                              |                        |                        |                        |                         |                         |                         | Appare                 |                         |                        |  |
| Timo Hobbs                 | Josh Mauga                                 |                                 |                                                       |                         |                                              |                        |                        |                        |                         |                         |                         | Appare                 |                         |                        |  |
| Kal Hobbs                  | John Tui                                   |                                 |                                                       |                         |                                              |                        |                        |                        |                         |                         |                         | Appare                 |                         |                        |  |
| Sefina Hobbs               | Lori Pelenise Tuisano                      |                                 |                                                       |                         |                                              |                        |                        |                        |                         |                         |                         | Appare                 |                         |                        |  |
| Principals antagonistes    |                                            |                                 |                                                       |                         |                                              |                        |                        |                        |                         |                         |                         |                        |                         |                        |  |
| Johnny Tran                | Rick Yune                                  | Apareix                         |                                                       |                         |                                              |                        |                        |                        |                         |                         |                         |                        |                         |                        |  |
| Carter Verone              | Cole Hauser                                |                                 |                                                       | Apareix                 |                                              |                        |                        |                        |                         |                         |                         |                        |                         |                        |  |
| D.K./Takashi               | Brian Tee                                  |                                 |                                                       |                         | Apareix                                      |                        |                        |                        |                         |                         |                         |                        |                         |                        |  |
| Arturo Braga               | John Ortiz                                 |                                 |                                                       |                         |                                              |                        | Apareix                |                        | Apareix                 |                         |                         |                        |                         |                        |  |
| Hernan Reyes               | Joaquim de Almeida                         |                                 |                                                       |                         |                                              |                        |                        | Apareix                |                         |                         |                         |                        |                         | Cameo                  |  |
| Owen Shaw                  | Luke Evans                                 |                                 |                                                       |                         |                                              |                        |                        |                        | Apareix                 | Cameo                   | Apareix                 |                        |                         |                        |  |
| Cipher                     | Charlize Theron                            |                                 |                                                       |                         |                                              |                        |                        |                        |                         |                         | Apareix                 |                        | Apareix                 | Apareix                |  |
| Dante Reyes                | Jason Momoa                                |                                 |                                                       |                         |                                              |                        |                        |                        |                         |                         |                         |                        |                         | Apareix                |  |
| antagonistes secundaris    |                                            |                                 |                                                       |                         |                                              |                        |                        |                        |                         |                         |                         |                        |                         |                        |  |
| Lance Nguyen               | Reggie Lee                                 | Apareix                         |                                                       |                         |                                              |                        |                        |                        |                         |                         |                         |                        |                         |                        |  |
| Enrique                    | Matt Gallini                               |                                 |                                                       | Apareix                 |                                              |                        |                        |                        |                         |                         |                         |                        |                         |                        |  |
| Roberto                    | Roberto Sanchez                            |                                 |                                                       | Apareix                 |                                              |                        |                        |                        |                         |                         |                         |                        |                         |                        |  |
| Morimoto                   | Leonardo Nam                               |                                 |                                                       |                         | Apareix                                      |                        |                        |                        |                         |                         |                         |                        |                         |                        |  |
| Sig. Kamata                | Sonny Chiba                                |                                 |                                                       |                         | Apareix                                      |                        |                        |                        |                         |                         |                         |                        |                         |                        |  |
| Fenix Calderon             | Laz Alonso                                 |                                 |                                                       |                         |                                              |                        | Apareix                |                        | Arxiu                   |                         |                         |                        |                         |                        |  |
| Zizi                       | Michael Irby                               |                                 |                                                       |                         |                                              |                        |                        | Apareix                |                         |                         |                         |                        |                         |                        |  |
| Riley Hicks                | Gina Carano                                |                                 |                                                       |                         |                                              |                        |                        |                        | Apareix                 |                         |                         |                        |                         |                        |  |
| Jah                        | Joe Taslim                                 |                                 |                                                       |                         |                                              |                        |                        |                        | Apareix                 |                         |                         |                        |                         |                        |  |
| Vegh                       | Clara Paget                                |                                 |                                                       |                         |                                              |                        |                        |                        | Apareix                 |                         |                         |                        |                         |                        |  |
| Klaus                      | Kim Kold                                   |                                 |                                                       |                         |                                              |                        |                        |                        | Apareix                 |                         |                         |                        |                         |                        |  |
| Adolfson                   | Benjamin Davies                            |                                 |                                                       |                         |                                              |                        |                        |                        | Apareix                 |                         |                         |                        |                         |                        |  |
| Mose Jakande               | Djimon Hounsou                             |                                 |                                                       |                         |                                              |                        |                        |                        |                         | Apareix                 | Foto                    |                        |                         |                        |  |
| Kiet                       | Tony Jaa                                   |                                 |                                                       |                         |                                              |                        |                        |                        |                         | Apareix                 |                         |                        |                         |                        |  |
| Kara                       | Ronda Rousey                               |                                 |                                                       |                         |                                              |                        |                        |                        |                         | Apareix                 |                         |                        |                         |                        |  |
| Connor Rhodes              | Kristofer Hivju                            |                                 |                                                       |                         |                                              |                        |                        |                        |                         |                         | Apareix                 |                        |                         |                        |  |

## Xifres
| Pel·lícula                            | Publicació                                                                            | Publicació         | Recaptació      | Recaptació      | Recaptació      | Notes         |
| Pel·lícula                            | Resta del món                                                                         | EUA                | EUA             | Internacional   | Mundial         | Notes         |
| ------------------------------------- | ------------------------------------------------------------------------------------- | ------------------ | --------------- | --------------- | --------------- | ------------- |
| The Fast and the Furious              | 7 de setembre de 2001                                                                 | 22 de juny de 2001 | 144.533.925 $   | 62.750.000 $    | 207.283.925 $   | [ 10 ]        |
| 2 Fast 2 Furious                      | 5 de juny de 2003                                                                     | 6 de juny de 2003  | 127.154.901 $   | 109.195.760 $   | 236.350.661 $   | [ 11 ]        |
| The Fast and the Furious: Tokyo Drift | 15 de juny de 2006                                                                    | 16 de juny de 2006 | 62.514.415 $    | 95.953.877 $    | 158.468.292 $   | [ 12 ]        |
| Fast & Furious                        | 1 d'abril de 2009                                                                     | 3 d'abril de 2009  | 155.064.265 $   | 208.100.000 $   | 363.164.265 $   | [ 13 ]        |
| Fast Five                             | 29 d'abril de 2011                                                                    | 29 d'abril de 2011 | 209.837.675 $   | 416.300.000 $   | 626.137.675 $   | [ 14 ]        |
| Fast & Furious 6                      | 23 de maig de 2013                                                                    | 23 de maig de 2013 | 238.679.850 $   | 550.000.000 $   | 788.679.850 $   | [ 15 ]        |
| Furious 7                             | 1 d'abril de 2015 (Mèxic, Perú, Equador i Colòmbia) 2 d'abril de 2015 (Resta del món) | 3 d'abril de 2015  | 353.007.020 $   | 1.162.040.651 $ | 1.515.047.671$  | [ 16 ]        |
| The Fate of the Furious               |                                                                                       | 14 d'abril de 2017 | 226.008.385 $   | 1.009.996.733 $ | 1.236.005.118 $ | [ 17 ]        |
| F9                                    |                                                                                       | 25 de juny de 2021 | 172.121.530 $   | 509.411.000 $   | 681.532.530 $   | [ 18 ] [ 19 ] |
| Total                                 | Total                                                                                 | Total              | 1.290.792.051 $ | 2.604.340.288 $ | 3.895.132.339 $ |               |